# 臺北市立古亭國民中學
臺北市立古亭國民中學位於臺北市中正區的國民中學，南臨新店溪，北有南海學園，西邊有青年公園以及河濱腳踏車道，目前該校師生持續與里長合力紀錄崁頂地方文史。

## 校史
古亭國中創校於1960年，初期定名為臺北市立古亭女子初級中學，1968年實施九年義務教育，更名為臺北市立古亭女子國民中學，1991年男女合校政策的推行又再次更名為臺北市立古亭國民中學，一直沿用至今。1994年美術班成立。
首任校長為禹校長韵涓女士，其後有羅大姒、楊訓庭、高炳南、何文琴、吳和惠、徐浤源、麥冉妹、陳傳貴、劉增銘等多位校長經營，林校長泰安於2017年8月1日到任，建置教育部體育署樂活運動站教室、教育部國教署書法重點教室，燈藝隊於2020、2022年臺北燈節全國各級學校花燈競賽榮獲國中小型主題燈座組-全國冠軍。2021年申請通過教育部校園美感實踐計畫合作學校及三好校園實踐學校。2022年整合資源更新建置涵碧書屋圖書館。2018年起新生逐年增加。2023年七年級新生核定額滿。

## 環境

### 社區環境
本校位居中正、萬華區之交界，在自然方面，緊鄰新店溪、馬場町河濱公園、青年公園及植物園；人文方面，鄰近科學教育館、歷史博物館、教育廣播電台；在學校方面，則有臺灣大學、師範大學、臺北市立大學。

### 校園環境
學校有兩個校區，一校區著重學科設施，二校區則以藝能、運動為主的學習環境。亦有師生共同創作「公共藝術」進行走廊及廁所牆面陶瓷藝術創作，以藝術豐富校園景致。為榮獲臺北市政府教育校園營造優質獎學校。2020年獲選國際珍古德教育及保育協會綠拇指校園。

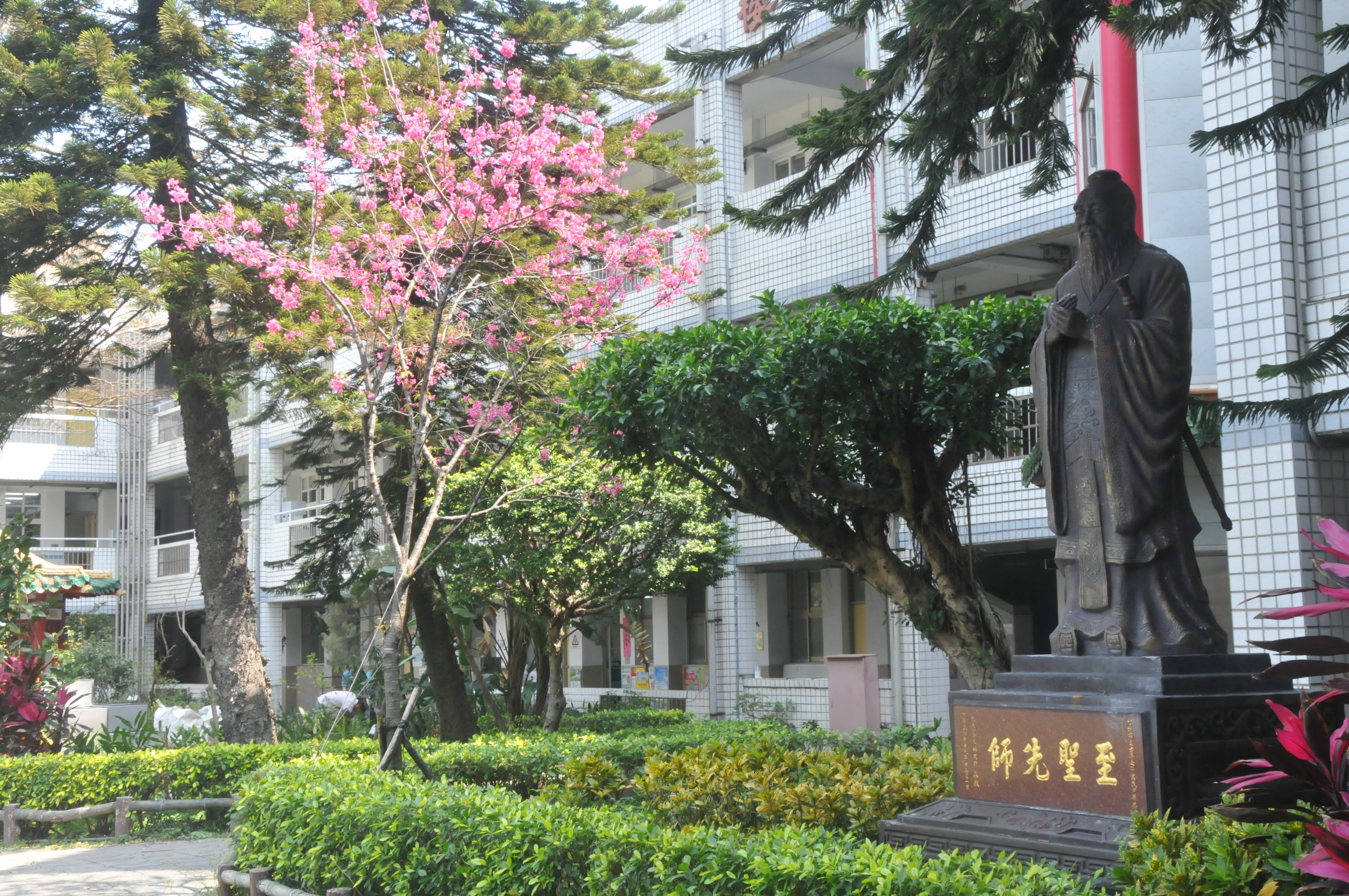
古亭國中校園

## 校隊
籃球隊、柔道隊、田徑隊、拔河隊、角力隊、合唱團、直笛團等。單項如游泳、射箭、民俗體育等。

## 美術班

### 緣起
民國83年（1994年）7月，古亭國中美術班成立。民國86年（1997年），二校區綜合大樓啟用。
108學年度獲頒臺北市政府教育局藝術教育貢獻獎及教育部全國藝術教育貢獻獎，106學年度起與學學文化創意基金會合作進行藝術實驗相關課程迄今。
107年額滿、108年額滿、109年額滿、110年額滿，111年額滿，112年額滿，連續六年額滿。

### 歷史沿革
| 學年度      | 歷史沿革 |
| ----------- | --- |
| 83（1994）  | 美術班於民國83年（1994年）7月成立。設立宗旨為發掘具有美術才能的學生，實施系統化美術教育；重視美術相關知識、技法與鑑賞的能力，培育優秀的美術人才。            |
| 86（1997）  | 自民國86年（1997年）綜合大樓啟用後，除了增加活動中心、游泳池、視聽中心之外，更規劃了西畫、水墨、版畫、設計等美術專科教室，另外還有專屬的美術圖書室和展覽室。 |
| 87（1998）  | 87學年度獲得全國美術資優班評鑑第二名。 |
| 91（2002）  | 91學年度獲臺北市美術資優班評鑑三項績優。 |
| 97（2008）  | 97學年度獲臺北市美術資優班評鑑課程、教學與研究績優。 |
| 98（2009）  | 榮獲教育部頒發「98學年度藝術與人文素養指標」臺北市績優學校。                                                                                                 |
| 99（2010）  | 本校美術資優班轉型為藝術才能美術班。 |
| 103（2014） | 103學年度榮獲臺北市藝術才能美術班訪視「整體表現績優」學校。                                                                                                  |

## 學習資源

### 古亭智慧圖書館
古亭智慧圖書館設置於臺北市古亭國民中學進學樓1樓，面積約78坪，是臺北市立圖書館於中正區第4個圖書館服務據點，為學生夜間讀書及查找資料的學習空間。同時也是第3座與學校合作共建的智慧圖書館。

### 古亭閱讀系統
透過線上測驗排名積分，給學生一個展現閱讀力的短期目標，期盼培養學生自學閱讀的能力。

### 刊物
- 古亭青年：古亭國中校刊[5]學校於2018年出版《邂逅古亭的56朵芳菲》，榮獲【國中教育叢書特優】及【美編獎】，同年出版的《古亭青年93期～古亭瘋運動》榮獲【國中校刊特優】，本校亦是2019當年臺北市教育叢書及校刊競賽【國中組團體第一名】。近兩年學生文藝創作更是五彩紛呈,迭創佳績,2020年出版專刊《驚艷古亭的五彩拼圖》問世,集結新詩、散文、小說、俳句及絕句,所有插畫均由學生親自繪製。2022年六十周年「古亭甲子 載譽奔馳」校慶，出版《豐穗:古亭青年文藝獎十一週年精華集》。
- 心苗：提供學生輔導升學資訊，由校長發行，輔導室編輯。每月有不同的主題、有獎徵答，鼓勵學生閱讀參與[6]
- 就是愛閱讀月刊：培養學生自學閱讀的能力[7]

## 外部連結
- 臺北市立古亭國民中學 （页面存档备份，存于）
- 臺北市立古亭國中的Facebook專頁